# Diego Díaz de Torrijos
Diego Díaz de Torrijos (1640 - 1691) fue un compositor español del Barroco.
Perteneció a la corte del rey Carlos II, representando el papel de músico de cámara. Su obra se centra principalmente en la música de órgano, clave y otros instrumentos de tecla. Entre sus obras se encuentran tientos, obras de primer tono y varios pange lingua, así como otras obras de música religiosa.
- Datos: Q5806047